# تکاثر
تکاثر صد و دومین سوره قرآن و از سوره‌های مکی است. واژهٔ تکاثر به معنی «افتخار کردن به فراوانی ثروت» است. نام دیگر این سوره المُغَیرَه است. این سوره در جزء ۳۰ قرآن قرار گرفته و دارای ۸ آیه است.

## نام
نام این سوره از آیهٔ اول آن گرفته شده است.

## نزول
این سوره بعد از سوره کوثر نازل شده است.

## محتوای سوره
این سوره نخست سرزنش کسانی است که بر یکدیگر تفاخر می‌کردند. سپس هشداری به مسئله معاد و قیامت و آتش دوزخ، و در پایان هشداری در زمینه بازپرسی از نعمت‌ها می‌دهد.

## لغات سوره
تکاثر یعنی فخر فروختن به دیگران به خاطر داشتن مال و فرزند زیاد
مقابر یعنی محل قبر مرده‌ها که تفسیر مشهور می‌گوید آن قوم کارشان به جایی رسیده بود که برای فخر فروشی به سراغ قبر مردگان خود رفته و می‌شمردند که کدامشان مرده بیشتری دارد
نعیم به معنی نعمت است که در روایات شیعه و اهل سنت معانی و مصادیق مختلفی برای آن ذکر شده مثلاً پیامبر و امام و صحت و فراغت و امنیت و در روایات اهل سنت آمده است که خداوند از لباسی که با آن عورت پوشیده می‌شود و تکه نانی که گرسنگی را برطرف کند و خانه‌ای که انسان را از گزند سرما و گرما حفظ کند سؤال نمی‌کند که البته محمد حسین طباطبایی این حدیث را بر عدم سخت‌گیری خداوند تعالی در ضروریات زندگی می‌داند

## روایات مرتبط با سوره
پیامبر اسلام: تکاثر الاموال جمعها من غیر حقها و منعها من حقها و سدّها فی الاوعیة. ترجمه فارسی: تکاثر جمع کردن مال از راه نامشروع و ندادن حقوق واجب مال (مثل خمس یا زکات و …) و نگهداری مال در در صندوق‌ها است (در گذشته صندوق‌ها محل نگهداری پول‌ها بوده است)

## فضیلت سوره
در حدیثی از پیامبر اسلام آمده:
کسی که آن را بخواند خداوند در برابر نعمتهایی که در دنیا به او داده او را مورد حساب قرار نمی‌دهد و پاداشی به او می‌دهد که گوئی هزار آیه قرآن را تلاوت کرده.
در حدیث از پیامبر اسلام در صحیح مسلم، سنن نسائی و ترمذی آمده است:
که پیامبر اسلام سوره تکاثر را تلاوت می‌کرد و می‌گفت:
"ای فرزند آدم! مگر از ثروت خودت جز آنچه خورده‌ای و تمام کرده‌ای یا پوشیده‌ای و کهنه نموده‌ای، یا صدقه دادی و از دل بخشیدی، چیز دیگری متعلق به تو می‌باشد؟!"